# 内维扬
内维扬（法語：Névian，法語發音：[nevjɑ̃] ⓘ）是法国奥德省的一个市镇，位于该省东北部，属于纳博讷区。

## 地理
内维扬（43°12'43"N, 2°54'11"E）面积14.25 平方千米，位于法国奧克西塔尼大區奥德省，该省份为法国南部沿海省份，北起塔恩省，西北接上加龙省，西接阿列日省，南至东比利牛斯省，东临地中海，东北与埃罗省接壤。
与内维扬接壤的市镇（或旧市镇、城区）包括：比扎内、克吕斯卡德、马尔科里尼昂、蒙特雷东代科尔比埃、纳博讷、奥尔奈松、赖萨克多德、维勒代涅。
内维扬的时区为UTC+01:00、UTC+02:00（夏令时）。

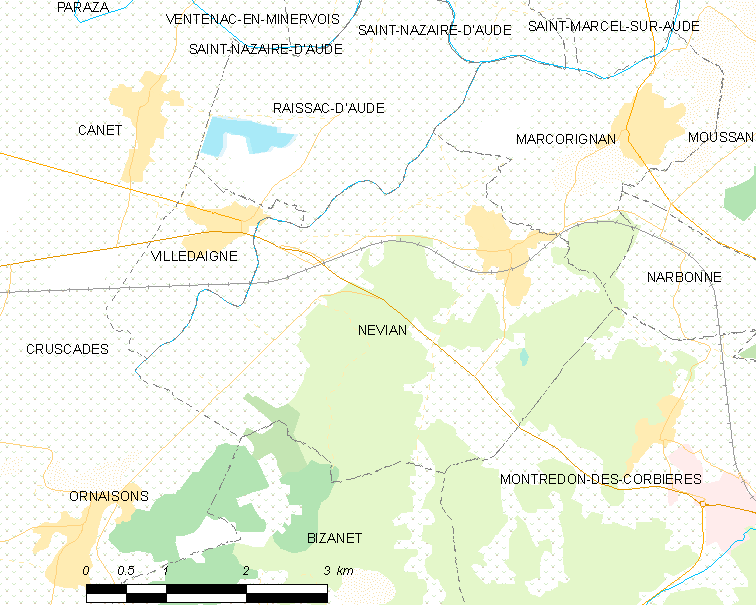
内维扬的OSM定位图

## 行政
内维扬的邮政编码为11200，INSEE市镇编码为11264。

## 政治
内维扬所属的省级选区为纳博讷第一县。

## 交通
奥德省省道D524线和D1118线在市中心交汇，省道D24线和D6113线则经过境内南侧。波尔多－塞特铁路经过境内但未设站。

## 人口

1962-2008年间内维扬人口变化图示

内维扬于2022年1月1日时的人口数量为1283人。